# Niobium Coin
Niobium Coin é um criptoativo desenvolvido pela BOMESP (Bolsa de Moedas Virtuais Empresariais de São Paulo)  utilizando o padrão ERC-20 do Ethereum. O nome é referência ao nióbio, metal raro e nobre, mas que existe em abundância no Brasil. Se tornou conhecida por seu ICO ter se tornado leading case (caso referência) na CVM (Comissão de Valores Mobiliários), autarquia que regulamenta o mercado de capitais no Brasil e equivale à SEC (Security Exchange Commission). A CVM analisou o caso e entendeu que o Niobium Coin  não poderia ser caracterizado como valor mobiliário, afastando a competência da CVM em relação a sua oferta de moedas.

## História
Em uma iniciativa da Bomesp (Bolsa de Moedas Virtuais Empresariais de São Paulo), a Niobium Coin (identificada pelo símbolo NBC) foi lançada entre outubro de 2017 até 21 de fevereiro de 2018 (encerramento de seu ICO – Initial Coin Offering).  Em 30 de janeiro de 2018, o colegiado da CVM (Comissão de Valores Mobiliários) analisou o ICO do Niobium Coin e concluiu que o NBC não era um valor mobiliário. A decisão, sem precedentes no sistema financeiro mundial, abriu um campo enorme para os ICOs (Initial Coin Offering) no Brasil.
Com isso, deliberou-se que o Initial Coin Offering (ICO) do NBC não estava no âmbito de competência da CVM, e, portanto, não estava sujeito à fiscalização do órgão. Com isso, o ICO do NBC não exigiria registro de emissor e oferta no órgão.
A deliberação da CVM em relação ao Niobium (NBC), somadas a reportagens sobre o NBC e a Bomesp no Valor Econômico, Isto É Dinheiro, Folha de S.Paulo, Infomoney, Record News, TV Brasil e Rádio CBN, além de Yahoo Finance, Business Today, Markets Insider, Harvard Business Review, Business Diary, The President Post, Boston Business Journal e Chicago Business Journal, entre outros veículos relevantes.
O NBC foi considerado pela CVM uma utility coin e, portanto, ativo não financeiro porque, de acordo com a análise da autarquia, seus adquirentes não receberiam remuneração, considerando a aplicação do Teste de Howey com base no disposto no inciso IX, artigo 2°, da Lei nº 6.385/76  (“quando ofertados publicamente, quaisquer outros títulos ou contratos de investimento coletivo, que gerem direito de participação, de parceria ou de remuneração, inclusive resultante de prestação de serviços, cujos rendimentos advêm do esforço do empreendedor ou de terceiros”).
Segundo a CVM, as moedas virtuais são consideradas valores mobiliários apenas quando têm características de investimento. Ou seja, quando pagam juros ou dividendos aos seus investidores ou quando permitem a participação na gestão de uma empresa, por meio de votos.